# Quần jean ôm dáng

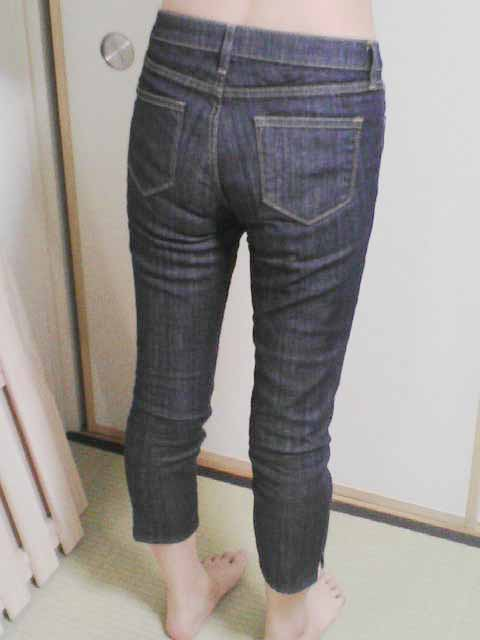
Skinny denim jean capri pants

Quần skinny jeans hoặc quần jeans bó (tên gọi khác gồm: drainpipes, stovepipes, tight pants, cigarette pants, pencil pants, skinny pants hay skinnies) là một loại quần được may với thiết kế phần chân hẹp và ống quần nhỏ. Quần skinny jeans có nguồn gốc từ quần chẽn (quần ống bó) thịnh hành vào thế kỷ 17 tại các nước phương tây.

## Lịch sử
Quần chẽn ra đời tại Pháp trong thời kỳ trị vì của vua Louis XIII và sau đó được phổ biến tới nước Anh và các nước khác tại châu Âu. Quần chẽn rất phổ biến trong giới thượng lưu trong những giai đoạn khác nhau. Cuối thế kỷ 19 đầu thế kỷ 20, quần chẽn bị rơi vào quên lãng.
Những năm 50 của thế kỷ 20, khi hàng loạt ngôi sao ca nhạc và điện ảnh lần lượt mặc chúng và quần skinny jeans chính thức được ra đời tại thời điểm này. Những người đầu tiên mặc skinny jeans là các ngôi sao điện ảnh như Roy Rogers, Lone Ranger, Cisco Kid, Zorro, Gene Autry, Marilyn Monroe và Sandra Dee tiếp đó skinny jeans được phổ biến rộng rãi thành trào lưu nhờ các ngôi sao nhạc rock and roll như Elvis Presley, The Rolling Stones hay The Beatles. Trào lưu quần skinny jeans phổ biến tới tận những năm 1980 và đi xuống vào những năm 1990 với sự ra đời của dòng nhạc hip-hop kết hợp với những chiếc quần baggy jeans cùng áo sơ mi hoặc áo thun ngoại cỡ.
Tới đầu những năm 2000, quần skinny lại được phổ biến trở lại nhờ sự lăng xê của các biểu tượng thời trang mà tiêu biểu là nữ người mẫu Kate Moss và sự phổ biến của dòng nhạc garage rock và indie rock. Sự phát triển của quần skinny jeans gắn liền với sự phát triển âm nhạc của các thời kỳ và ngày nay quần skinny jeans đã được phổ biến cho mọi người ở rất nhiều các ngành nghề khác nhau không liên quan tới thời trang và âm nhạc.